# Vidal Sassoon

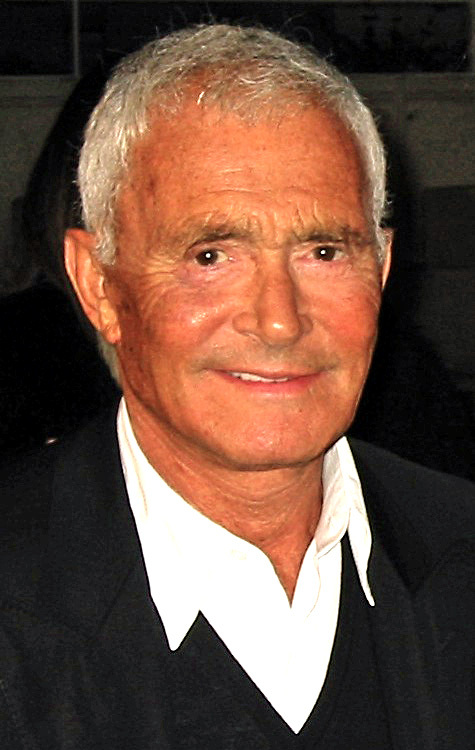
Vidal Sassoon 2006

Vidal Sassoon CBE (* 17. Januar 1928 in London; † 9. Mai 2012 in Los Angeles, Kalifornien) war ein britischer Friseur und Unternehmer. In den 1960er Jahren wurde er für die Entwicklung des „geometrischen Stils“ und Wiederbelebung des Bob weltbekannt.

## Werdegang
Aus ärmlichen Verhältnissen im Londoner East End stammend und in einem Waisenhaus aufgewachsen, begann Sassoon bereits als 14-Jähriger in London als "Shampoo-Boy" zu arbeiten. Zunächst eher unfreiwillig, da er für seine Familie Geld verdienen musste: Bei Cohen's rührte er im Hinterzimmer Haarwaschmittel an. Bald fand er aber Gefallen daran, die Haare der Damen zu verändern. Im Laufe der 1950er und 1960er Jahre entwickelte sich Sassoon zu einem der meistgefragten Friseure in London. Die Bekanntschaft mit der als Erfinderin des Minirocks geltenden Modedesignerin Mary Quant eröffnete ihm den Kundenkreis von Models, Schauspielerinnen und der High Society. Später eröffnete er eine Reihe von Haarsalons im Vereinigten Königreich und den USA unter dem Namen Vidal Sassoon und vermarktete erfolgreich eine nach ihm benannte Haarpflegeserie.
In seiner Jugend gehörte Sassoon, der einer alten sephardischen Familie entstammt, zur 43 Group, einer militanten antifaschistischen Organisation, die sich nach dem Zweiten Weltkrieg gegen die Bewegung von Oswald Mosley engagierte, und nahm auf israelischer Seite am Ersten Arabisch-Israelischen Krieg (1948) teil. In späteren Jahren engagierte er sich als Gründer mehrerer Stiftungen und des Vidal Sassoon International Centre for the Study of Antisemitism an der Hebräischen Universität Jerusalem (1982).
Im Jahr 2009 wurde Sassoon zum Commander of the British Empire ernannt.
Sassoon war viermal verheiratet. Er lebte zuletzt in Kalifornien und litt an Leukämie. Vidal Sassoon starb am 9. Mai 2012 im Alter von 84 Jahren. 

## Memoiren
- 2010: Vidal. The Autobiography. Macmillan, London 2010, ISBN 978-0-230-74689-3

## Filmografie
- 2010: Vidal Sassoon: The Movie, Premiere auf dem Tribeca Film Festival 2010[8][9]